# Рух за права і свободи
Рух за права і свободи (болг. Движение за права и свободи, тур. Hak ve Özgürlükler Hareketi) — політична партія в Болгарії (скорочено ДПС (болг. ДПС)). У 2013 році лідером партії став Лютві  Местан. Засновник партії і її почесним лідером є доктор Ахмед Доган. Але після замаху в 2013 році він пішов з посту. 2013 року лідером партії став Лютві Местан. Але після свого виступу в грудні 2015 року, Лютві Местан був виключений зі складу ДПС. Його місце зайняв Мустафа Карадайї.
Входить до європартії Альянс лібералів і демократів за Європу.
Партія представляє інтереси передусім турецького етнічної меншини.
На виборах в Європарламент 2007 року отримала 392 650 (або 20,26 %) і завоювала 4 депутатських місця, мінімально відставши від партії ГЄРБ і коаліції з Болгарської соціалістичної партії і Руху соціального гуманізму. Депутатами стали Філіз Хюсменова, Маріелка Баєва, Метін Козак, Владко Панайтов.
У 2012 році ключові фігури ДПС Касим Дав (колишній заступник Ахмеда Догана) та Корман Ісмаїлов (колишній лідер молодіжного крила партії) вийшли з партії і оголосили, що будуть будувати нову партію. Коментатори припускають, що нова партія буде розраховувати на голоси мусульманського населення і громадян Болгарії, які проживають у Туреччині.

## Кількість депутатів уНародних зборах Болгарії
- 36-е скликання (1991–1994) — 24 депутати (10,00 % місць)
- 37-е скликання (1994–1997) — 15 депутати (6,25 % місць)
- 38-е скликання (1997–2001) — 19 депутатів (7,92 % місць)
- 39-е скликання (2001–2005) — 21 депутат (8,75 % місць)
- 40-е скликання (2005–2009) — 34 депутати (14,17 % місць)
- 41-е скликання (2009–2013) — 38 депутатів (15,83 % місць)
- 42-е скликання (2013–2014) — 36 депутатів (11,31 % місць)
- 43-е скликання (2014–2017) — 38 депутатів (15,83 % місць)